# Campeonato de División Intermedia 1923 (Argentina)
El Campeonato de División Intermedia 1923 fue el tredécimo torneo de División Intermedia, que constituyó la vigésimo quinta temporada de la segunda división de Argentina en la era amateur.
El certamen contó con catorce nuevos participantes: Balcarce, Leandro N. Alem y Victoria, afiliados tras competir en la División Intermedia de la AAmF; Barracas Juniors y Buenos Aires, reafiliados tras un año; Retiro, afiliado tras dos años; Deutscher, La Paternal, Los Andes, Moreno, Martín Arín, Porteños Unidos, Sarmiento y Ramos Mejía, debutantes. Previo al inicio del torneo, Argentino de Quilmes fue promovido a Primera División.
El torneo coronó campeón a Sportsman, que ascendió por primera vez a Primera División.
Por su parte, el torneo de la Asociación Amateurs fue ganado por Liberal Argentino.

## Ascensos y descensos
| Pos.  | Ascendidos a Primera División 1923 |
| ----- | ---------------------------------- |
| 1.°   | All Boys                           |
| ZS    | Villa Urquiza                      |
| ZN    | Temperley                          |
| Red.  | Argentino de Banfield              |
| Prom. | Argentino de Quilmes               |

| Pos. | Ascendidos de Segunda División 1922 |
| ---- | ----------------------------------- |
| s/d  | Deutscher                           |
| s/d  | La Paternal                         |
| s/d  | Los Andes                           |
| s/d  | Moreno                              |
| s/d  | Martín Arín                         |
| s/d  | Porteños Unidos                     |
| s/d  | Ramos Mejía                         |
| s/d  | Sarmiento                           |

| Afiliados           |
| ------------------- |
| Balcarce            |
| Barracas Juniors    |
| Buenos Aires        |
| Leandro N. Alem (M) |
| Retiro              |
| Victoria            |

| Descendidos de Primera División 1922 |
| ------------------------------------ |
| No hubo                              |

| Desafiliados |
| ------------ |
| Sp. Alsina   |
| Liniers      |
| San Telmo    |

El número de equipos aumentó a 30.

## Sistema de disputa
Los participantes fueron divididos en tres zonas geográficas, donde se enfrentaron entre sí bajo el sistema de todos contra todos a dos ruedas. El ganador de cada zona accedió a la fase final, donde se enfrentaron a eliminación directa a único partido.
El ganador se consagró campeón y ascendió a Primera División.

## Fase de zonas

### Zona Norte
| Pos. | Equipo             | Pts. | J  | G  | E | P  |
| ---- | ------------------ | ---- | -- | -- | - | -- |
| 1°   | General San Martín | 29   | 17 | 13 | 3 | 1  |
| 2°   | Balcarce           | 21   | 15 | 10 | 1 | 4  |
| 3°   | Chacarita Juniors  | 21   | 16 | 9  | 3 | 4  |
| 4°   | Caseros            | 17   | 17 | 7  | 3 | 7  |
| 5°   | Retiro             | 16   | 17 | 5  | 6 | 6  |
| 6°   | Olivos             | 15   | 17 | 6  | 3 | 8  |
| 7°   | Unión (C)          | 15   | 17 | 6  | 3 | 8  |
| 8°   | Germinal           | 15   | 18 | 6  | 3 | 9  |
| 9°   | Central Argentino  | 13   | 16 | 6  | 1 | 9  |
| 10°  | Municipal          | 11   | 17 | 3  | 5 | 9  |
| 11°  | Victoria           | 7    | 17 | 2  | 3 | 12 |

|  | Clasificado a la Fase final. |

### Zona Sur
| Pos. | Equipo               | Pts. |
| ---- | -------------------- | ---- |
| 1°   | Sportsman            | —    |
| —    | Adrogué              | —    |
| —    | Chacabuco            | —    |
| —    | Deutscher            | —    |
| —    | Los Andes            | —    |
| —    | Nacional (A)         | —    |
| —    | Martín Arín          | —    |
| —    | Wilde                | —    |
| —    | Sarmiento            | —    |
| —    | Argentino de Quilmes | —    |

|  | Clasificado a la Fase final. |

### Zona Oeste
| Pos. | Equipo              | Pts. |
| ---- | ------------------- | ---- |
| —    | Moreno              | —    |
| —    | La Paternal         | —    |
| —    | Barracas Juniors    | —    |
| —    | Buenos Aires        | —    |
| —    | Leandro N. Alem (M) | —    |
| —    | Monserrat           | —    |
| —    | Morón               | —    |
| —    | Ituzaingó           | —    |
| —    | Ramos Mejía         | —    |
| —    | Porteños Unidos     | —    |

|  | Clasificado a la Fase final. |

## Fase final
|                               |
|                               |
| Campeón Sportsman 1.er título |

## Copa Campeonato
La Copa Campeonato de División Intermedia fue disputada por el ganador del Campeonato de División Intermedia y por el ganador del Torneo de Reservas de la Primera División.
|  | Sportsman | vs. | Boca Juniors (II) |  |  |

|                                       |
|                                       |
| Campeón Boca Juniors (II) 3.er título |